# Waghäusel

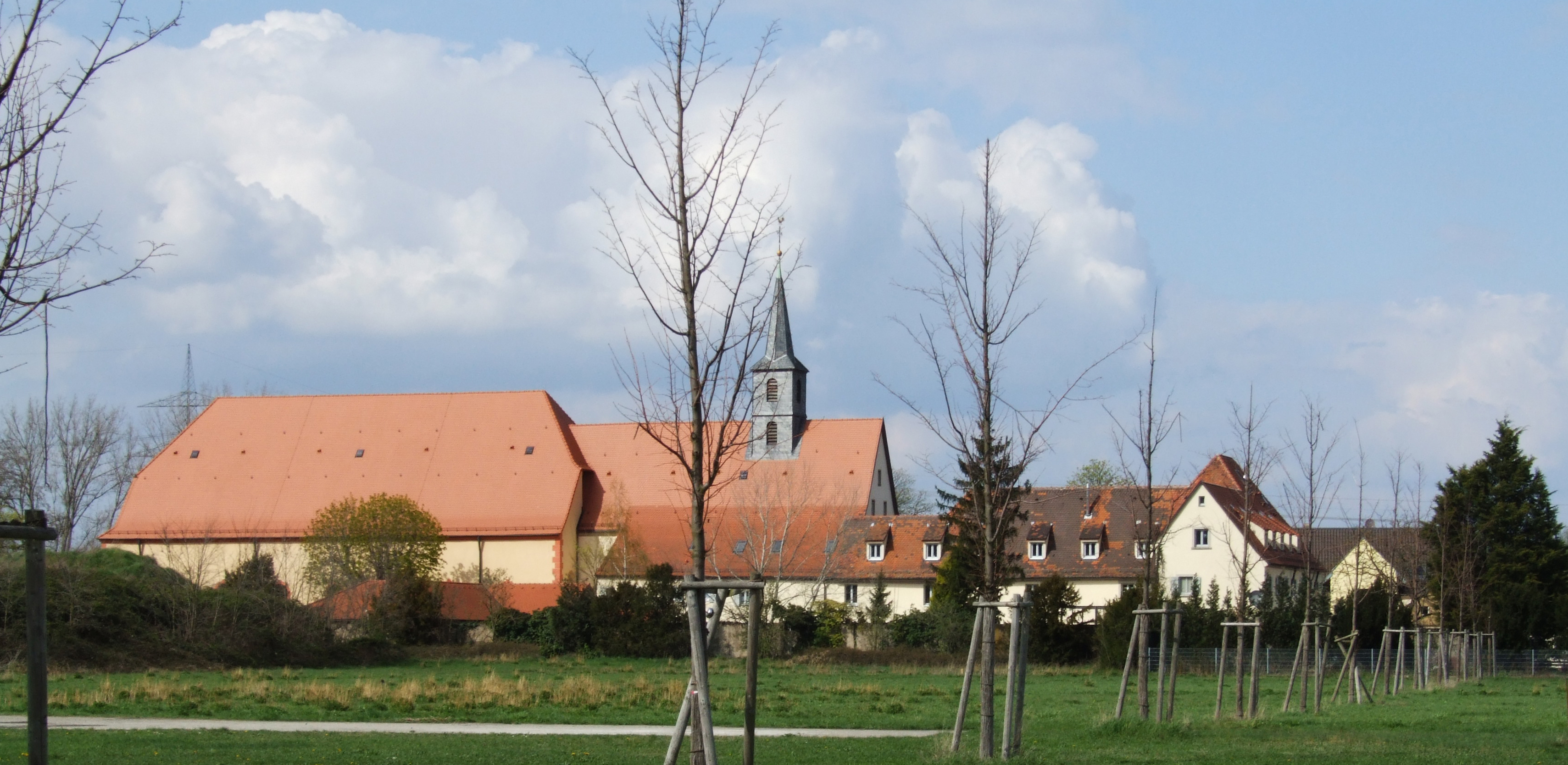
Klasztor w Waghäusel

Waghäusel – miasto w Niemczech, w kraju związkowym Badenia-Wirtembergia, w rejencji Karlsruhe, w regionie Mittlerer Oberrhein, w powiecie Karlsruhe. Leży nad Saalbach, ok. 30 km na północ od Karlsruhe, przy drodze krajowej B36, i linii kolejowej Mannheim – Bazylea.

## Współpraca
Miejscowości partnerskie:
- Caldicot, Wielka Brytania
- Flattach, Austria
- Szigetújfalu, Węgry